# Brutelles
Brutelles (picardisch: Brutelle) ist eine nordfranzösische Gemeinde mit 199 Einwohnern (Stand 1. Januar 2022) im Département Somme in der Region Hauts-de-France. Die Gemeinde liegt im Arrondissement Abbeville und ist Teil des Kantons Friville-Escarbotin.

## Geographie
Die Gemeinde liegt rund zwei Kilometer östlich der Ärmelkanalküste, rund zehn Kilometer südwestlich von Saint-Valery-sur-Somme und sieben Kilometer nordöstlich von Ault. Der Ortsteil Le Hamel schließt sich unmittelbar an Brutelles an. Das Gemeindegebiet liegt im Regionalen Naturpark Baie de Somme Picardie Maritime.

## Geschichte
Im 15. Jahrhundert wurde der Ort als Broutelles-Notre-Dame bezeichnet.

## Einwohner
| 1962 | 1968 | 1975 | 1982 | 1990 | 1999 | 2006 | 2011 |
| ---- | ---- | ---- | ---- | ---- | ---- | ---- | ---- |
| 193  | 189  | 164  | 183  | 200  | 179  | 188  | 185  |

## Sehenswürdigkeiten
- Mariä-Himmelfahrts-Kirche[1]